# Trayning
Trayning is een plaats in de regio Wheatbelt in West-Australië.

## Geschiedenis
Bij aanvang van de Europese kolonisatie was de streek een grensgebied, een neutraal terrein, waar de Aborigines van de Balardong, Njakinjaki en Kalamaia taalgroepen elkaar ontmoetten.
De verkenning van de latere regio Wheatbelt begon in de jaren 1830. De gebroeders Henry Churcham, Francis Thomas en Augustus Charles Gregory verkenden in 1846 de noordelijke grenzen van het latere district Trayning. Het gebied werd te droog bevonden voor de landbouw en veeteelt. Pas nadat Charles Cooke Hunt een weg ontwikkelde, dammen aanlegde en waterputten sloeg, begon de Wheatbelt zich langzaamaan te ontwikkelen.
Henry Twine was in 1867 de eerste die een pastorale lease in de streek opnam. De pastoralisten teelden graan op kleine oppervlakten want voor graanteelt op grote schaal was er onvoldoende water. De eerste pastoralisten vulden hun inkomen aan met het snijden van sandelhout.
Door de goldrush rond Southern Cross, Coolgardie en Kalgoorlie trokken veel mensen vanaf de jaren 1880 naar de regio en investeerde de overheid in diensten en infrastructuur. In het begin van de 20e eeuw werd C.Y. O'Connors pijpleiding om de regio van water te voorzien afgewerkt. Premier James Mitchell startte in 1908 een programma om overbodige ambtenaren als landbouwers in de streek te vestigen. In 1910 werd de aanleg van een spoorweg tussen Dowerin en Merredin uitgetekend met een nevenspoor en een dorp dat Trayning Siding zou heten. Toen het dorp in 1912 werd opgemeten en officieel gesticht, werd het Trayning genoemd, naar een nabijgelegen waterbron. De naam was afgeleid van de naam die de Aborigines aan de waterbron gaven en werd voor het eerst opgetekend door een landmeter in 1892. Het betekende vermoedelijk iets als "slang in het gras bij de kampplaats".
Er werd een Trayning Progress Association opgericht die in 1913 een gemeenschapshuis bouwde. Bij het uitbreken van de Eerste Wereldoorlog trokken heel wat jongeren uit de regio naar het front. Velen zouden nooit meer terugkeren. In 1916 vond een eerste drafsport-wedstrijd plaats. Het jaar erop werd een drafsportclub opgericht en kreeg Trayning een renbaan.
In 1923 werd een politiekantoor in Trayning gebouwd, op 17 december 1924 werd een Anglicaans kerkje ingewijd en in 1927 een postkantoor geopend. Het in 1913 gebouwde gemeenschapshuis werd in 1928 vervangen door een nieuw gebouw, de Trayning Town Hall, en in 1938 afgebroken.
Het leven was hard in de streek onder meer door langdurige periodes van droogte en sprinkhanenplagen. De crisis van de jaren 30 deed de graanprijzen dalen. Gemotoriseerde landbouwvoertuigen werden weer vervangen door paarden. Bij het begin van de Tweede Wereldoorlog trokken weer heel wat jongeren ten strijde. Na de oorlog was er meer vraag naar wol en graan, de wegen werden verhard en de landbouwbedrijven groeiden in grootte. Vanaf de jaren 1960 begon bodemverzouting voor problemen bij de landbouwers te zorgen. Sindsdien heeft dit een weerslag op het bevolkingsaantal van Trayning, het district en de regio.

## Beschrijving
Trayning is het administratieve en dienstencentrum van het landbouwdistrict Shire of Trayning. Het is een verzamel- en ophaalpunt voor de oogst van de graanproducenten uit de streek die bij de Co-operative Bulk Handling Group aangesloten zijn.
In 2021 telde Trayning 112 inwoners, tegenover 122 in 2006.
Trayning heeft een bibliotheek, een basisschool, een zwembad, een kerkhof, een camping en een gemeenschapshuis. Het ziekenhuis van het district staat in Kununoppin.

## Bezienswaardigheden
- Billyacatting Hill, een natuurreservaat 27 kilometer ten oosten van Trayning
- Yarragin Rock, een granieten ontsluiting met daarbovenop monolieten die van ver zichtbaar zijn
- Gnamma Holes, enkele rotspoelen 18 kilometer ten noorden van Trayning waar vogels en inheemse zoogdieren komen drinken en waar orchideeën groeien
- de Wheatbelt is gekend voor de wilde bloemen die er in het seizoen van juni tot november groeien[14]
- Pioneers Pathway, een toeristische autoroute in de sporen van de pioniers op zoek naar vruchtbare grond of goud[15]
- Trayning Well, de oorspronkelijke door gemetste stenen beschermde waterbron waarnaar het dorp werd vernoemd
- Whiteman’s Rock, een grote rots in witte kwarts waar in 1887 goud werd gevonden[16]

## Transport
Trayning ligt 236 kilometer ten noordoosten van Perth, 102 kilometer ten oosten van Goomalling en 71 kilometer ten noordwesten van Merredin, op het kruispunt van de Nungarin-Wyalkatchem Road en de Bencubbin-Kellerberrin Road.
De spoorweg tussen Merredin en Dowerin loopt nog door Trayning maar wordt sinds 2014 niet meer gebruikt door een dispuut over de kostprijs tussen CBH Group en Arc Infrastructure over het inleggen van graantreinen. Reizigerstreinen over de spoorweg werden reeds rond het midden van de 20e eeuw afgeschaft.
De landingsbaan van het district voor de Royal Flying Doctor Service ligt nabij Kununoppin.

## Galerij

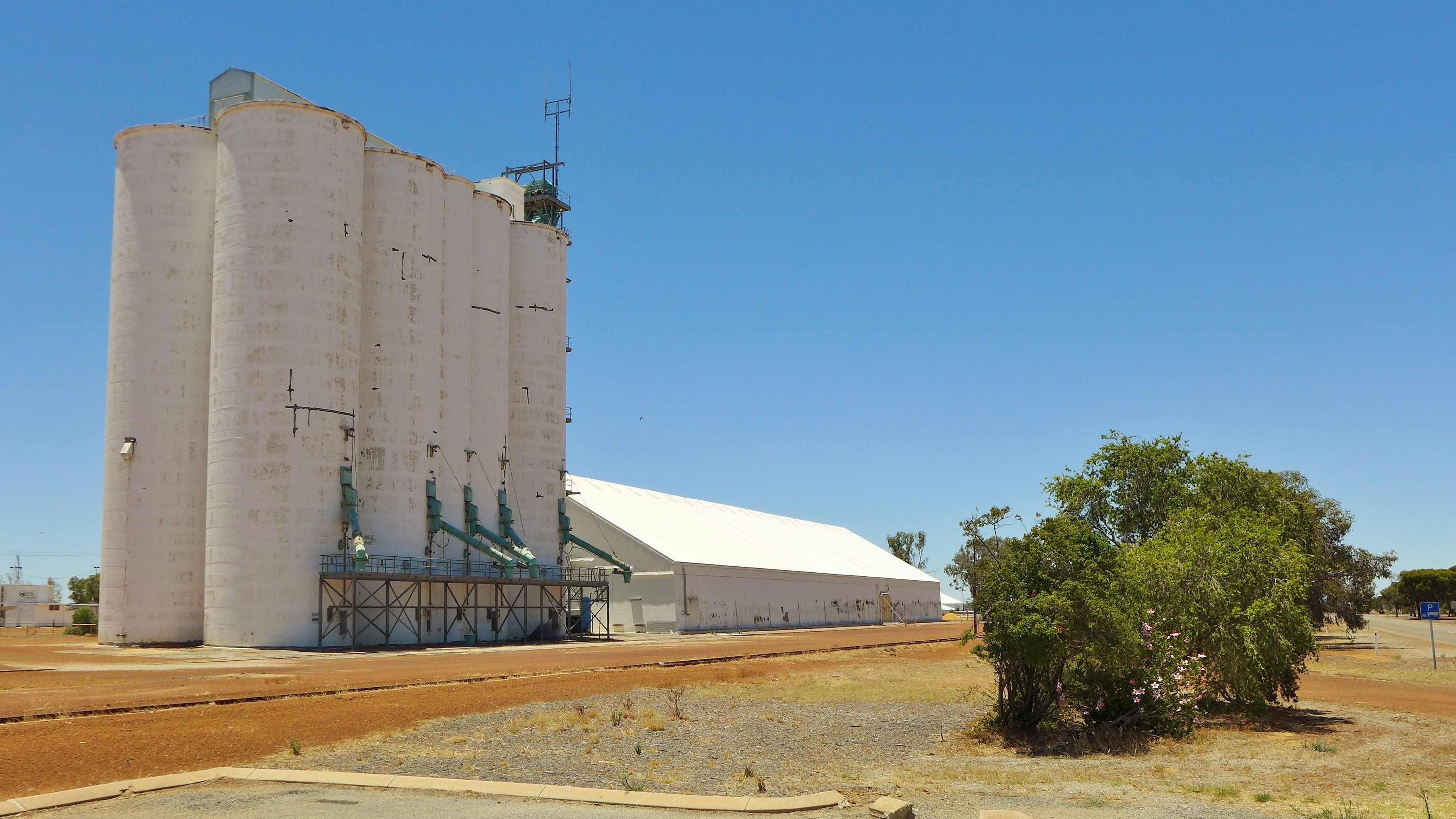
graanoverslag CBH Group
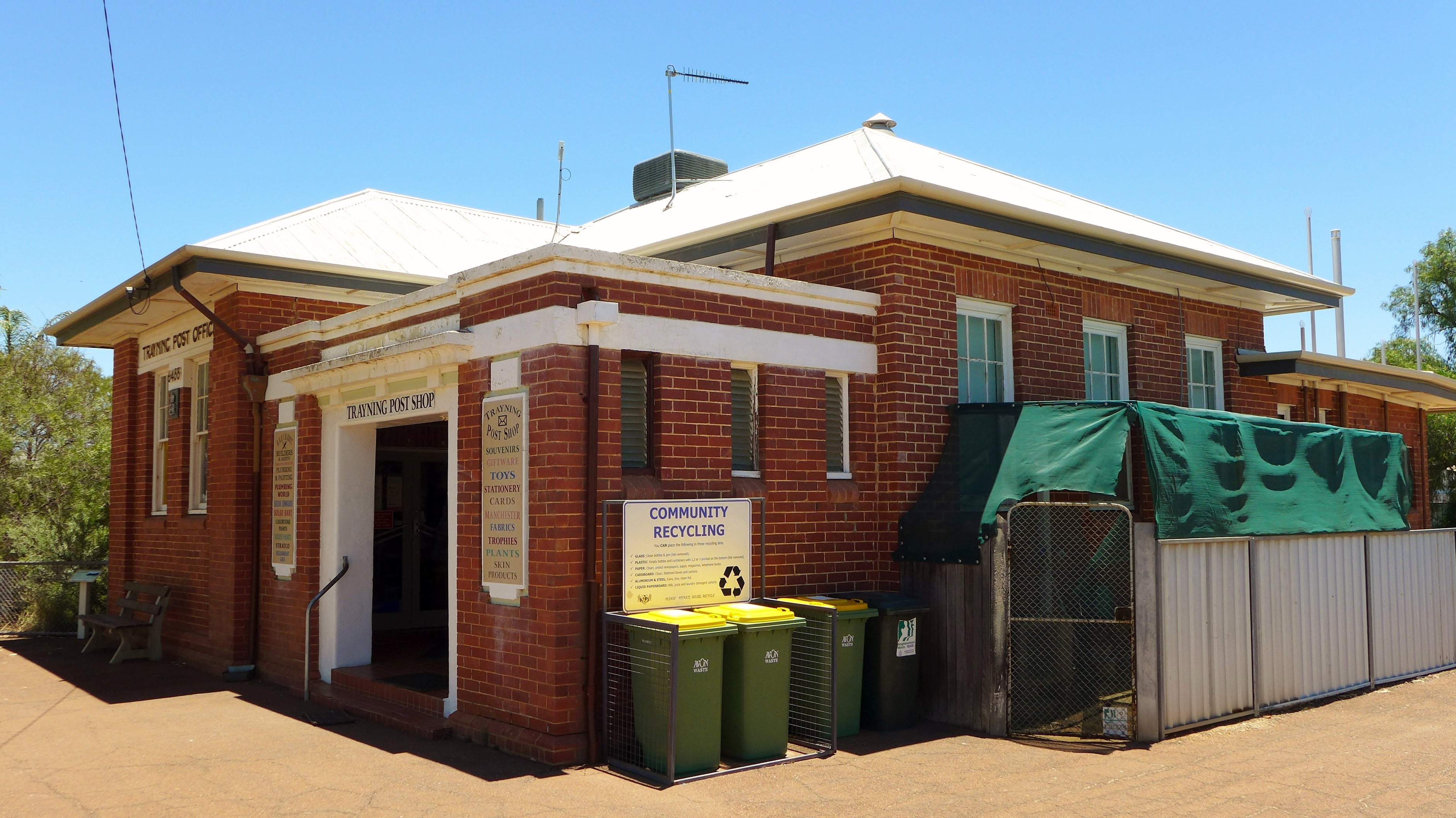
postkantoor uit 1927
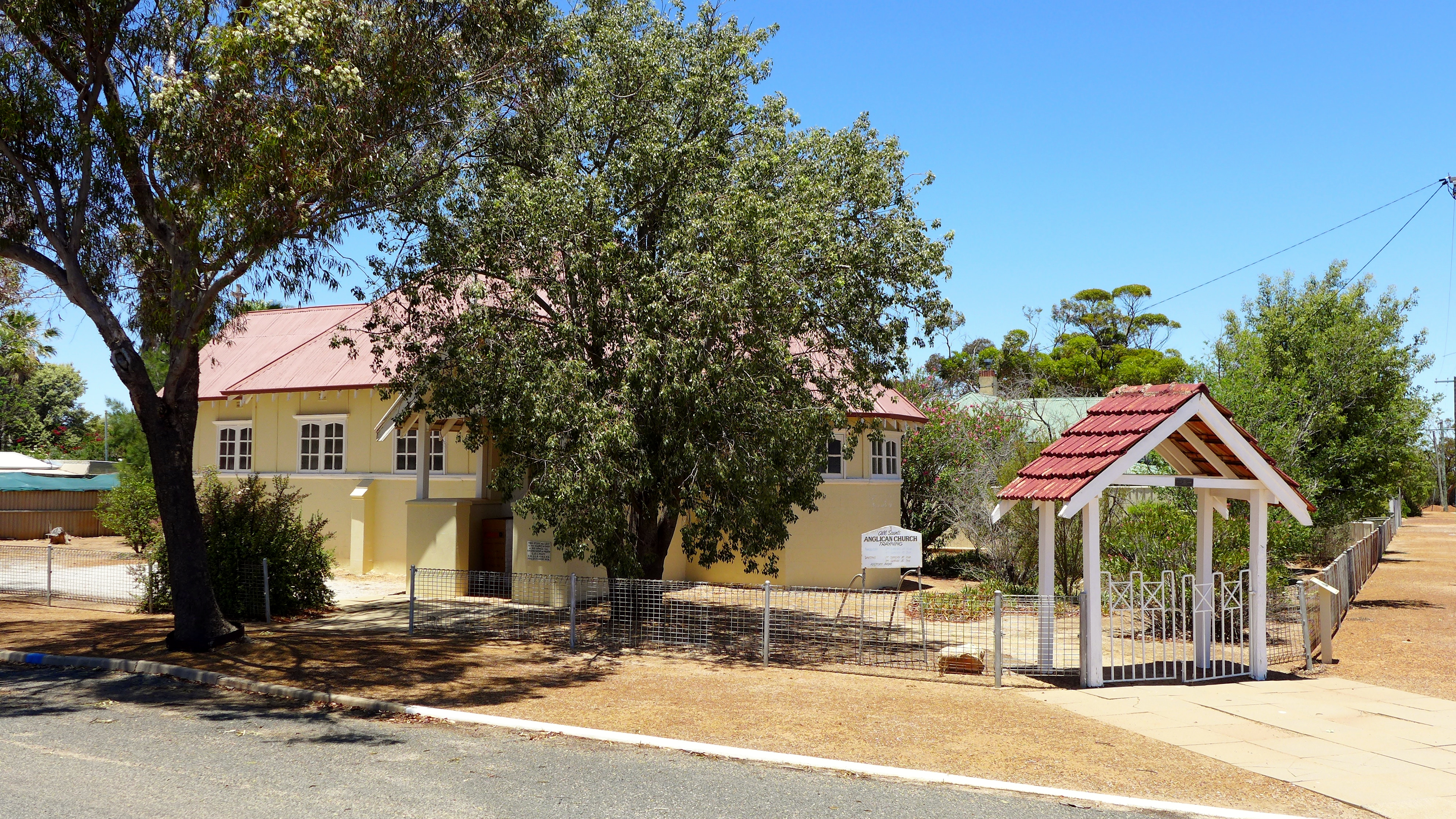
Anglicaans kerkje uit 1924
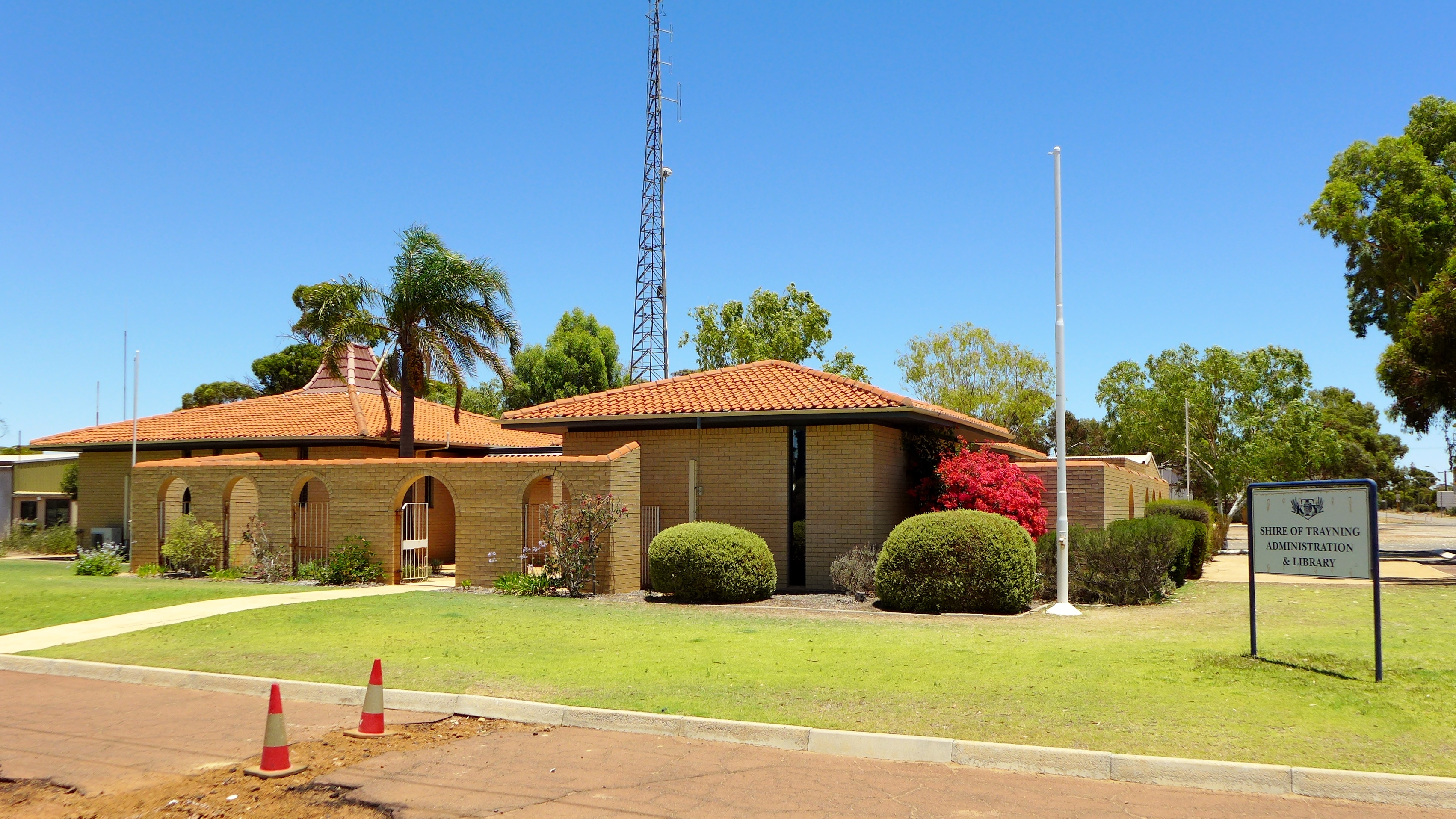
districtshuis Shire of Trayning
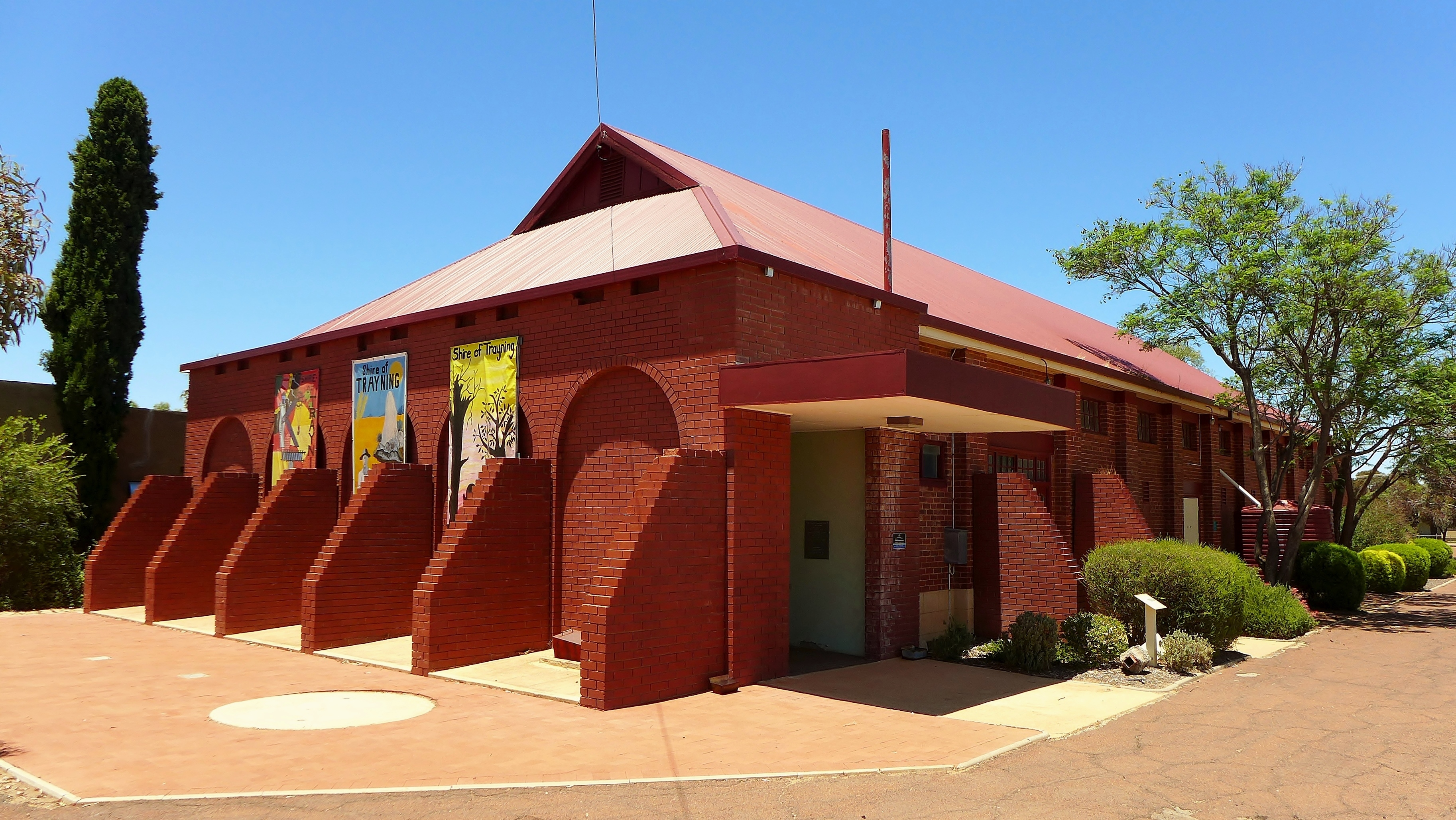
gemeenschapszaal

Aldersyde · Amery · Ardath · Arthur River · Baandee · Babakin · Badgingarra · Badjaling · Bailup · Bakers Hill · Balkuling · Ballaying · Ballidu · Beacon · Beenong · Beermullah · Bejoording · Belka · Bencubbin · Bendering · Benjaberring · Beverley · Bilbarin · Bindi Bindi · Bindoon · Bodallin · Bolgart · Bonnie Rock · Boolading · Booraan · Brookton · Bruce Rock · Bullaring · Bullfinch · Bulyee · Bungulla · Buntine · Burakin · Burracoppin · Cadoux · Calingiri · Campion · Caraban · Carrabin · Cataby · Cervantes · Chandler · Chittering · Clackline · Cold Harbour · Congelin · Coomberdale · Copley · Corrigin · Cowcowing · Crossman · Cuballing · Culbin · Cunderdin · Dalwallinu · Dandaragan · Dangin · Darkan · Dattening · Dongolocking · Doodlakine · Dowerin · Dudinin · Dumbleyung · Duranillin · Dwarda · Ejanding · Elabbin · Erikin · Gabbin · Gingin · Goomalling ·  Grass Valley · Greenhills · Guilderton · Gwambygine · Harrismith · Highbury · Hines Hill · Holt Rock · Hyden · Jelcobine · Jennacubbine · Jennapullin · Jitarning · Jurien Bay · Kalannie · Karlgarin · Kellerberrin · Kondinin · Kondut · Koojan · Koolyanobbing · Koorda · Korbel · Korrelocking · Kukerin · Kulin · Kulja · Kulyaling · Kunjin · Kununoppin · Kweda · Kwelkan · Kwolyin · Lancelin · Lake Brown · Lake Grace · Lake King · Ledge Point · Manmanning · Marvel Loch · Meckering · Meenaar · Merredin · Miling · Minnivale · Mogumber · Mokine · Moodiarrup · Mooliabeenee · Moora · Moorine Rock · Moorumbine · Moulyinning · Mount Hardey · Mount Kokeby · Mount Walker · Muchea · Mukinbudin · Muntadgin · Nalya · Nangeenan · Narembeen · Narrogin · New Norcia · Newdegate · Nilgen · Nokaning · North Bannister · Northam · Nukarni · Nungarin · Pantapin · Piawaning · Piesseville · Pingaring · Pingelly · Pithara · Popanyinning · Quairading · Quindanning · Regans Ford · Seabird · Shackleton · Southern Cross · Spencers Brook · Tammin · Tincurrin · Toodyay · Trayning · Varley · Wagin · Walebing · Walgoolan · Wandering · Wannamal · Watheroo · Welbungin · West Dale · West Toodyay · Westonia · Wialki · Wickepin · Wilbinga · Williams · Wongan Hills · Woodridge · Wubin · Wundowie · Wyalkatchem · Yealering · Yelbeni · Yellowdine · Yilliminning · Yerecoin · York · Yorkrakine · Yornaning · Yoting · Youndegin